# IC 1859
IC 1859 је спирална галаксија у сазвјежђу Пећ која се налази на листи објеката дубоког неба у Индекс каталогу.
Деклинација објекта је - 31° 10' 21" а ректасцензија 2h 49m 3,8s. Привидна величина (магнитуда) објекта IC 1859 износи 13,5 а фотографска магнитуда 14,3. Налази се на удаљености од 54,360 милиона парсека од Сунца. IC 1859 је још познат и под ознакама ESO 416-28, MCG -5-7-32, DRCG 42-29, IRAS 02469-3122, PGC 10665.